# 雀部村
雀部村（ささいべむら）は、京都府天田郡にあった村。現在の福知山市中心部の東方一帯、由良川の両岸にあたる。

## 地理
- 山岳：愛宕山、高龍寺山
- 河川：由良川、土師川

## 歴史
- 1889年（明治22年）4月1日 - 町村制の施行により、土師村・前田村・川北村の区域をもって発足。
- 1936年（昭和11年）10月1日 - 福知山町に編入。同日雀部村廃止。

## 交通

### 鉄道路線
村域を鉄道省の山陰本線が通過したが、駅は所在しなかった。

### 道路
- 山陰街道（現・国道9号）